# Воденско гръцко девическо училище
Воденското гръцко девическо училище (на гръцки: Ελληνικό Παρθεναγωγείο Έδεσσας) е училищна сграда в град Воден, Гърция.
Училището е разположено в традиционния квартал Вароша, до сградата на старата митрополитска църква „Успение Богородично“. Построена е в от гръцката община в града. Най-много пари за училището дават търговците братя Йован и Димитър Андрееви Икономови (Йоанис и Димитриос Андреу Иконому) и синове. Те дават на училището и редовна годишна помощ от 200 златни двадесет франка, които редовно се изпращаха по време на османското владичество до ефорията през американския консул Периклис Хацилазару и още 50 франка като заплата на директорката на училищете. Основният камък е положен на 11 април 1877 година, а сградата е завършена на 5 май 1879 година.
Над входа има надпис:
| „ | Το ορθόδοξον ελληνικόν κοινόν Εδεσσαίων συνεπικουρούντων και φιλόμουσων ξένων τόδε το σκήνωμα μουσών πιερίδων ανήγειρε προς φωτισμόν των Εδεσσαίων θυγατέρων έτει από Σωτήρος 1877ω μηνί Απριλίω. Ελιθογραφήθη δε δια χειρός του Ζαφείρη Κ Ζωγράφου εκ Βοδενών Православната гръцка община от едески помощници и обичащи музите чужденци издигна дома на музите пиериди за осветяването на едеските дъщери в годината от Спасителя 1877 през месец април. Издяла се от ръката на Зафирис К Зографу от Водена | “ |

Представлява едноетажна сграда с неокласически влияния.
Днес принадлежи на Шесто общинско училище. Функционира като художествена галерия и е домакин на периодични изложби на различни художници.

В 1984 година е обявена за паметник на културата като „свидетелство за разцвета на гръцката просвета в града“.